# Blutvertrag

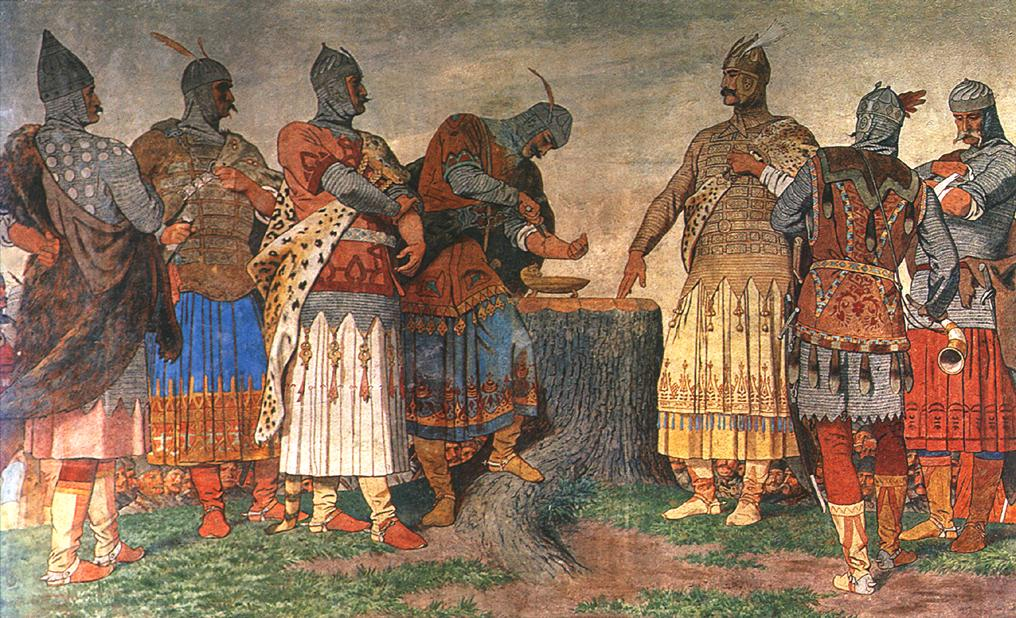
Darstellung des Blutvertrags in einem Fresko von Bertalan Székely im Rathaus von Kecskemét. In der Mitte ist die Stierkopfschale aus dem Goldschatz von Nagyszentmiklós abgebildet.

Der Blutvertrag (ungarisch Vérszerződés) war ein Vertrag der sieben Heerführer stellvertretend für die sieben Stämme der Magyaren. Er wird traditionell als erste Verfassung Ungarns angesehen und wurde laut den Gesta Hungarorum in Etelköz vor der Landnahme des Karpatenbeckens durch die Magyaren im Jahr 896 abgeschlossen.

## Entstehung und Einordnung
Das Königreich Ungarn hatte wie auch England keine geschriebene, sondern nur eine mündliche auf dem Blutvertrag basierende Verfassung. Die Gesta Hungarorum verorten die Entstehung dieses Vertrages direkt vor dem Auszug der Magyaren aus „Skythien“, also der Magna Hungaria. Die sieben Heerführer (Álmos, Előd, Kend, Ond, Tas, Huba und Töhötöm) seien bei der Planung ihrer Auswanderung zu dem Ergebnis gekommen, dass es für den Erfolg des Unternehmens notwendig sei, einen gemeinsamen Anführer zu haben. Zu diesem sei Álmos gewählt worden. In den Gesta heißt es weiter:
Tunc supradicti viri pro Almo duce more paganismo fusis propriis sanguinibus in unum vas ratum fecerunt iuramentum. Et licet pagani fuissent, fidem tamen iuramenti, quam tunc fecerant inter se, usque ad obitum ipsorum servaverunt [...].
„Dann besiegelten die genannten Männer nach Art der Heiden ihren Schwur für Álmos, indem sie etwas von ihrem Blut in ein Gefäß zusammenfließen ließen. Und obwohl sie Heiden waren, hielten sie den gemeinsamen Treueschwur von damals bis zu ihrem Tod [...].“
Diese Form des Vertragsschlusses war noch bis ins 13. Jahrhundert bei einigen Völkern Südosteuropas üblich.

## Vertragsbestimmungen
Die Vertragsbestimmungen beziehungsweise Inhalte des Schwurs bestanden aus folgenden fünf in den Gesta Hungarorum überlieferten Punkten:
- Die Nation wurde verpflichtet, ihren Fürsten aus dem Geschlecht Árpáds zu wählen.
- Die gemeinsam erbeuteten Besitztümer sollten unter allen aufgeteilt werden.
- Der Fürst musste stets die Stammesoberhäupter in seinen Rat und zur Landesverwaltung heranziehen.
- Wer den Treueeid zum Fürsten brach, sollte zum Tode verurteilt werden.
- Wenn der Fürst einen Vertragsbruch begangen haben sollte, sollte er mit einem Fluch belegt werden.